# Slingerarm

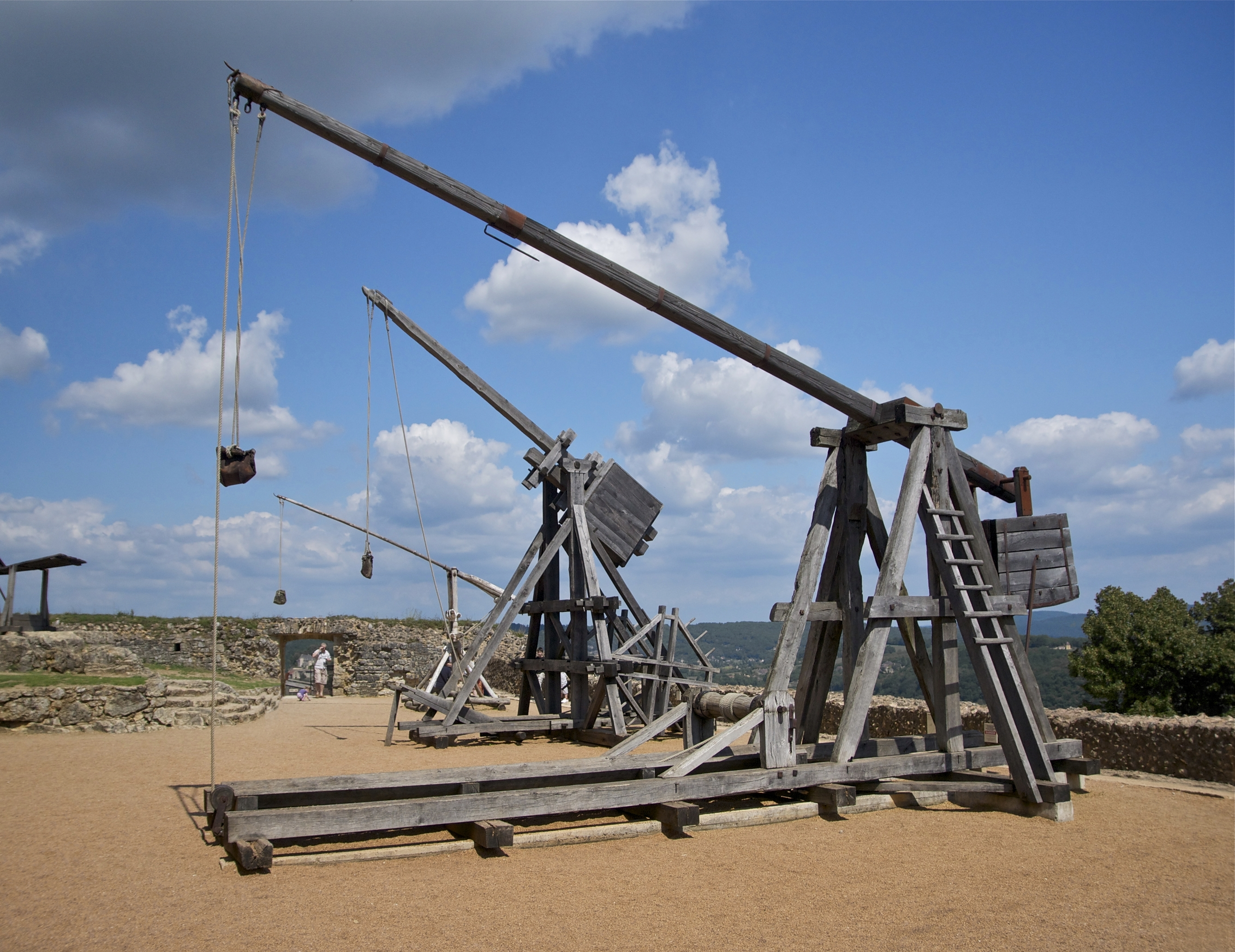
Drie slingerarmkatapulten: van voor naar achter een trebuchet, mangonel en pierrière.

De slingerarm is een middeleeuwse artilleriewapenklasse en is de opvolger van het spangeschut en torsiegeschut. Deze belegeringswapens waren net als alle andere artilleriewapens uit de Oudheid en vroege middeleeuwen katapulten; wapens die gebruikmaken van mechanische energie om projectielen weg te schieten. Slingerarmkatapulten waren bedoeld om projectielen mee tegen of over vestingmuren te schieten. Verder werd dit wapen gebruikt om karkassen van aan ziekten overleden dieren of mensen over de vijandige muren te slingeren. Dit met de hoop om de waterput te vergiftigen en ziekten zoals pest te verspreiden bij de belegerden. Ten slotte was de aanwezigheid van het wapen voldoende om de vijand schrik aan te jagen. De installatie van een dergelijk werptuig voor een burcht werkte bovendien als psychologische dreiging: de vijand was soms zo onder de indruk dat deze spontaan de witte vlag hees.

## Geschiedenis

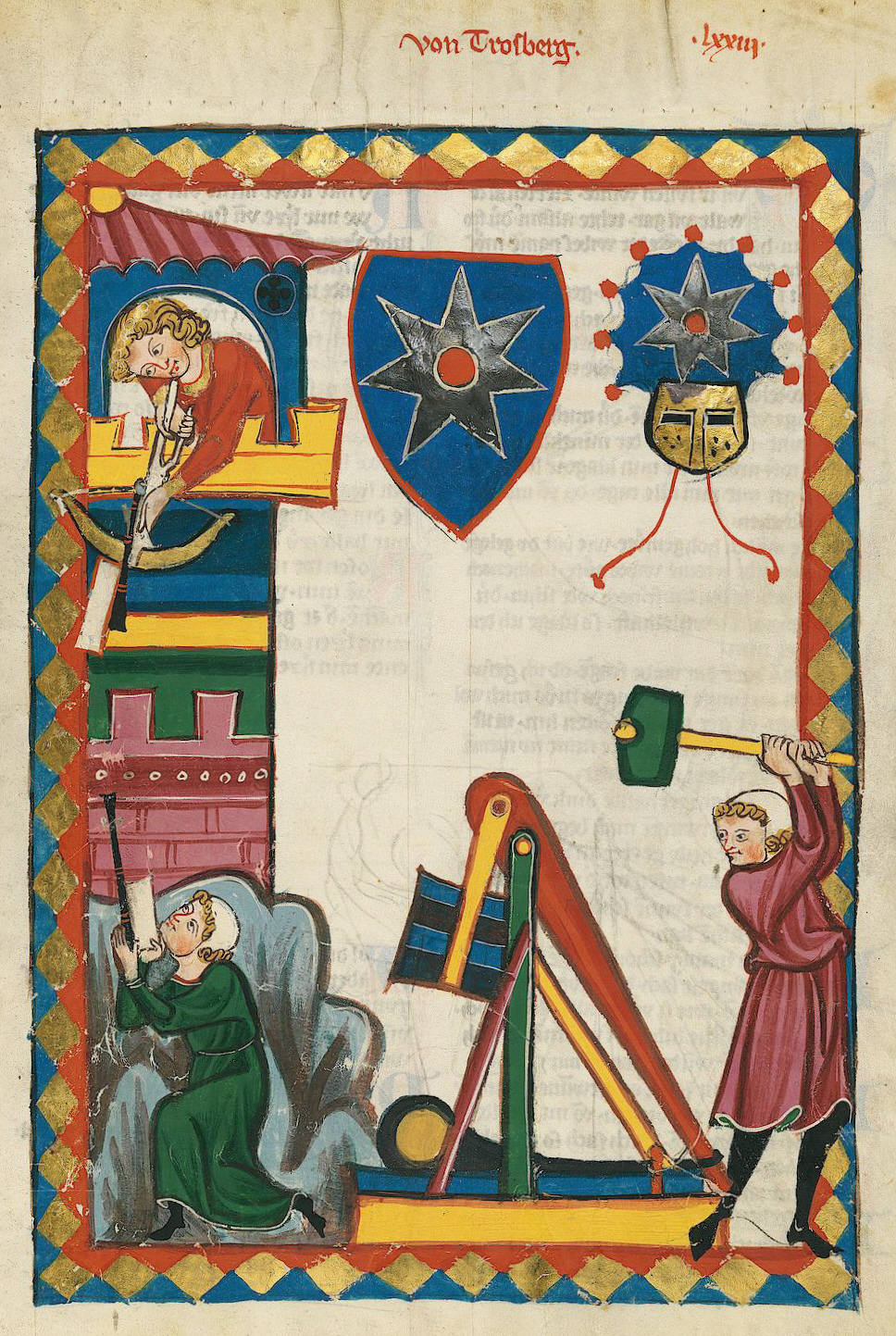
Een slingerarmkatapult in de Codex Manesse (ca. 1300).

De eerste artilleriewapens uit de oudheid vielen onder het spangeschut; boogachtige wapens zoals de Griekse oxybeles en de Chinese Jiaoche-Nu. Dit waren zeer grote kruisboogachtige wapens met composietboog die op een houten onderstel waren gemonteerd. Er zijn aanwijzingen dat spangeschut reeds in Mesopotamië of Fenicië werd gebruikt, maar daar zijn tot op heden geen bewijzen voor gevonden. Midden 4e eeuw v.Chr. werden spanboogwapens opgevolgd door torsiegeschut, waarvan de Romeinse ballista en onager de bekendste exponenten zijn.
Slingerarmkatapulten zijn gebaseerd op de stafslinger (Latijn: fustibalus), die weer is gebaseerd op het oeroude projectiel-handwapen de slinger. Omdat ze werken volgens het hefboomprincipe zijn de wapens mogelijk ook afgeleid van het irrigatiewerktuig sjadoef, dat volgens hetzelfde principe werkt.
Al voor het begin van onze jaartelling bestonden in het oude China trekslingerkatapulten: in de teksten van de Chinees filosoof Mozi uit de 4e eeuw v.Chr. wordt een Jiche beschreven, een trekslingerarmkatapult die een karas als draaipunt gebruikte. Waarschijnlijk tussen de 3e en 6e eeuw ten tijde van de Zes Dynastieën werd de om zijn as draaibare, snel herlaadbare en zeer accurate Xuanfeng Pao "wervelwindkatapult" uitgevonden en in de 8e eeuw ten tijde van de Tang-dynastie verschenen de middelzware Hudun Pao en zware Sijiao Pao.
Via de zijderoute zou de slingerarmkatapult in de 6e eeuw zijn weg naar Europa vinden. In zijn Strategikon uit de 6e eeuw schrijft de Byzantijnse keizer Mauricius over een bricole-achtige slingerkatapult, een "naar twee kanten draaiende ballista". Aan het einde van de 6e eeuw verscheen de slingerarmkatapult ook in Europa, maar tot de 11e eeuw werd deze niet veel gebruikt. Rond die tijd werden oude versterkingen als palissades en donjons vervangen door vrijwel onneembare stenen forten en kastelen. Om deze in te nemen waren nieuwe krachtigere belegeringswapens nodig. Dit werden de slingerarmkatapulten. Vroege slingerarmen zoals de hierboven geschreven machines werkten volledig op trekkracht zoals de Pierrière of waren hybride trekkracht-zwaartekrachtkatapulten zoals de Bricole of Mangonel. De 12e-eeuwse trebuchet werkte volledig op zwaartekracht; het zware contragewicht levert de benodigde energie. In de 14e eeuw werd het kanon uitgevonden, maar omdat de eerste vuurwapens nog onnauwkeurig en onbetrouwbaar waren werden slingerarmkatapulten tot aan het einde van de 15e eeuw gebruikt.
In China bleef men tot de 13e eeuw trekslingerarmkatapulten gebruiken. Vanaf de 10e eeuw werden naast stenen en brandbommen als projectielen ook explosieve mengsels gebruikt en vanaf de 11e eeuw buskruitexplosieven. Begin 13e eeuw begon de Mongoolse veroveraar Dzjengis Khan met de verovering van China. Nadat de rijken van de Westelijke Xia en Jin waren gevallen richtten de Mongoolse veroveraars hun pijlen op het rijk van de Song-dynastie. De Mongoolse opmars stokte in 1267 bij de versterkte tweelingsteden Fancheng en Xiangyang. Na een jarenlange belegering zonder resultaat riep Koeblai Khan, kleinzoon van Dzjengis Khan, in 1272 de hulp in van Perzische specialisten, die voor hem in 1273 een twintigtal trebuchets bouwden waarmee Fancheng binnen enkele dagen werd veroverd. Daarop gaf Xiangyang zich over en andere steden volgden snel, wat binnen een aantal jaren later in 1279 leidde tot de val van de Song-dynastie.

## Oosterse katapulten
De eerste slingerarmkatapulten verschenen in de 4e eeuw v.Chr. in China. De Chinezen kenden enkel op mankracht werkende trekslingerarmkatapulten. De belegeringswapens met contragewichten werden in de 13e eeuw door de Mongoolse veroveraars in China geïntroduceerd.

### Jiche
Zoals de naam al aangeeft werkt de slingerkatapult als een slinger. De eerste slingerkatapulten werkten op volledig mankracht. Door aan touwen te trekken maakt de arm een halve aswenteling. Het projectiel (bijvoorbeeld een stenen kogel) in een leren of touwen zak wordt bevrijd wanneer de arm in verticale positie komt. De zak zit met twee koorden vast aan een arm. Aan een van de koorden zit een ring die, aan het einde van het schot, van de haak aan het uiteinde van de slingerarm glijdt. De Jiche "met de kar" is de eerste slingerarmkatapult in de geschiedenis en werd waarschijnlijk rond 320 v.Chr. in China ontwikkeld. Het draaipunt van deze slingerarmkatapult is gemaakt van de as en karrenwielen van een kar, vandaar de naam.

### Xuanfeng Pao

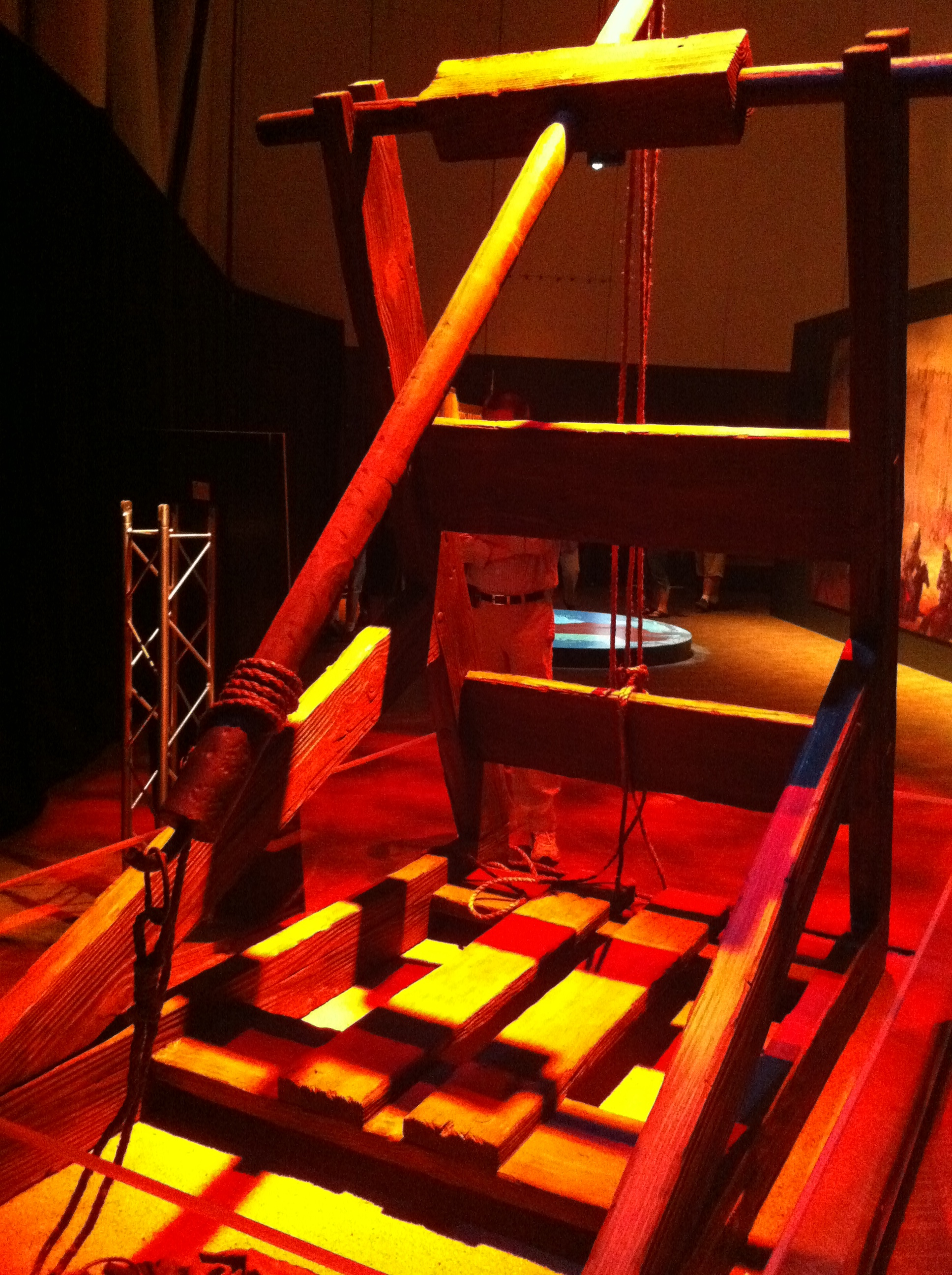
Hudun Pao.

De Xuanfeng Pao "wervelwindkatapult" werd ten tijde van de Zes Dynastieën, waarschijnlijk tussen de 3e en 6e eeuw, ontwikkeld. Het is een zeer gebruiksvriendelijke en relatief lichte katapult die eenvoudig te richten is omdat de enkele staander draaibaar is. Er zijn vele uitvoeringen van dit wapen bekend, met een voet die in de grond wordt gestoken, met een zware houten voet, met een verrijdbaar onderstel en zelfs een maritieme versie voor gebruik op oorlogsschepen. Er is ook een variant met een langwerpige voet waarop meerdere katapulten naast elkaar staan, als een soort batterij.

### Hudun Pao
De Hudun Pao "ineengedoken tijger-katapult" werd waarschijnlijk in de 8e eeuw ten tijde van de Tang-dynastie ontwikkeld en is een middelzware trekslingerarmkatapult met een eenvoudig driehoek raamwerk die in korte tijd is op te zetten en dus snel gebruiksklaar is.

### Sijiao Pao
De Sijiao Pao "viervoetige katapult" is de zwaarste Chinese katapult en staat zoals de naam al aangeeft op vier zware voeten. Deze trekslingerarmkatapult heeft 250 trekkrachten en kan een steen van 60 kilogram 80 meter wegslingeren. In de 13e eeuw maakten de Chinezen kennis met de trebuchet, die door de Mongoolse veroveraars uit het Midden-oosten was meegenomen. Deze door de Chinezen Huihui Pao "moslimkatapult" genoemde slingerarm met contragewicht is veel krachtiger dan welke Chinese katapult dan ook en werd dus door de Chinezen overgenomen.

## Westerse katapulten
De eerste slingerarmkatapulten verschenen in de 6e eeuw via het Byzantijnse Rijk in Europa. De eerste steenslingers waren trekslingerarmkatapulten. De eerste belegeringswapens met contragewichten verschenen in de 12e eeuw.

### Pierrière
De in de 11e eeuw ontwikkelde pierrière kan projectielen tot 12 kilo wegwerpen en heeft een bereik van 80 meter. Het wapen heeft bovendien een zeer hoge vuursnelheid van 60-120 projectielen per uur. Afhankelijk van het formaat heeft deze slingerkatapult 1 tot 16 trekkrachten. De arm slaat in verticale positie tegen de stijl van het werktuig, waardoor de werking wel wat weg heeft van de Romeinse onager.

### Bricole

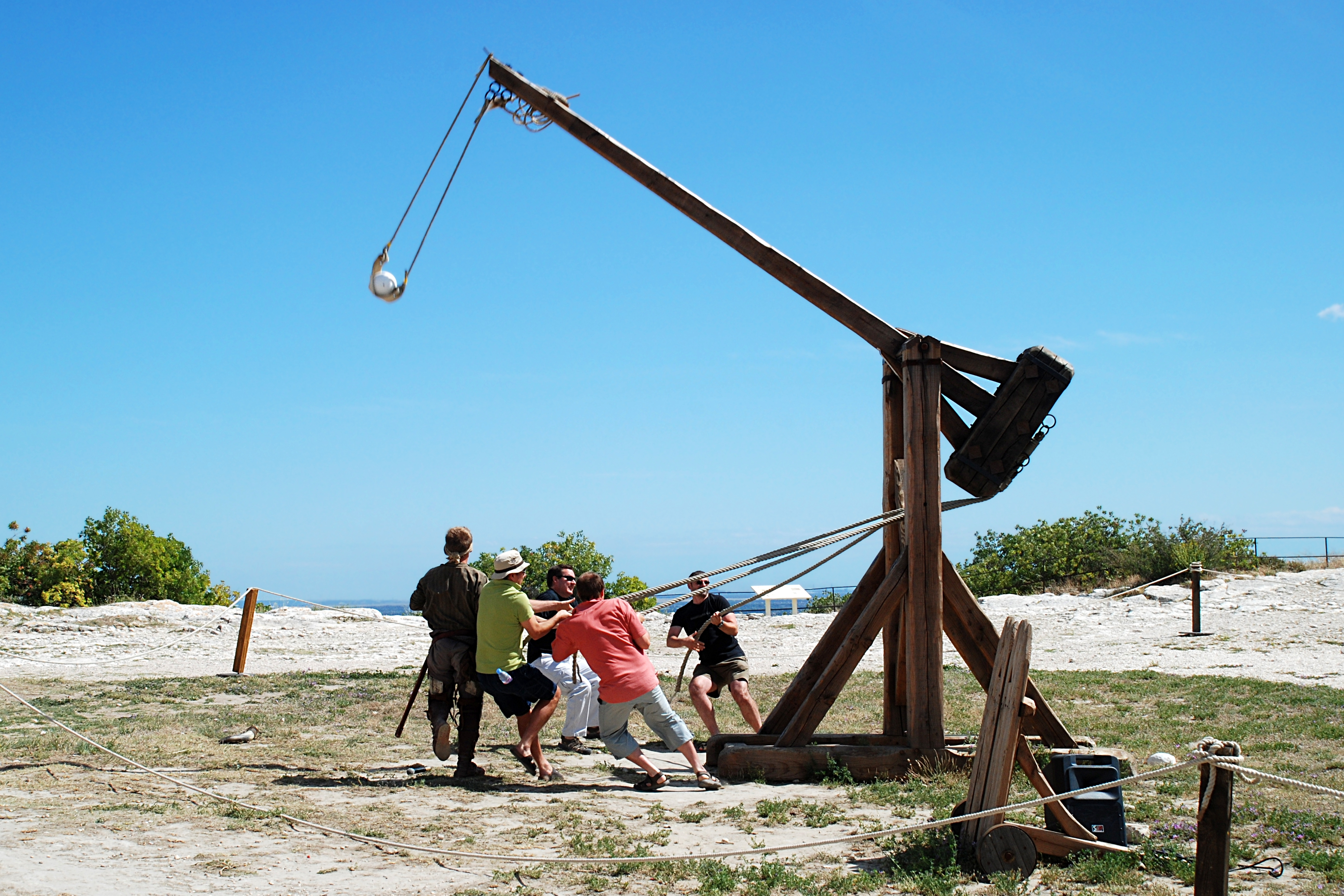
Bricole.

In tegenstelling tot de pierrière heeft de 12e-eeuwse bricole geen aanslagblok waar de arm in verticale positie tegen aan slaat. De slingerarm zwaait dus gewoon verder door naar voren. Bovendien heeft de bricole een contragewicht op de korte zijde van de slingerarm. Deze trekslingerkatapult kan tot 60 projectielen per uur van 10 tot 30 kilogram tot 80 meter wegslingeren. Afhankelijk van het formaat heeft deze slingerkatapult 2 tot 20 trekkrachten (altijd een even nummer omdat de trekkrachten links en rechts van de baan van de slingerarm moeten staan).

### Mangonel
De mangonel is een hybride slingerarmkatapult; net als eerdere modellen heeft deze een trekploeg, maar daarnaast ook een zwaar contragewicht tot wel 10 ton. Deze zware katapult heeft gemiddeld 20 trekkrachten en kan 2-6 projectielen per uur tot meer dan 100 kilogram tot 150 meter wegslingeren.

### Trebuchet

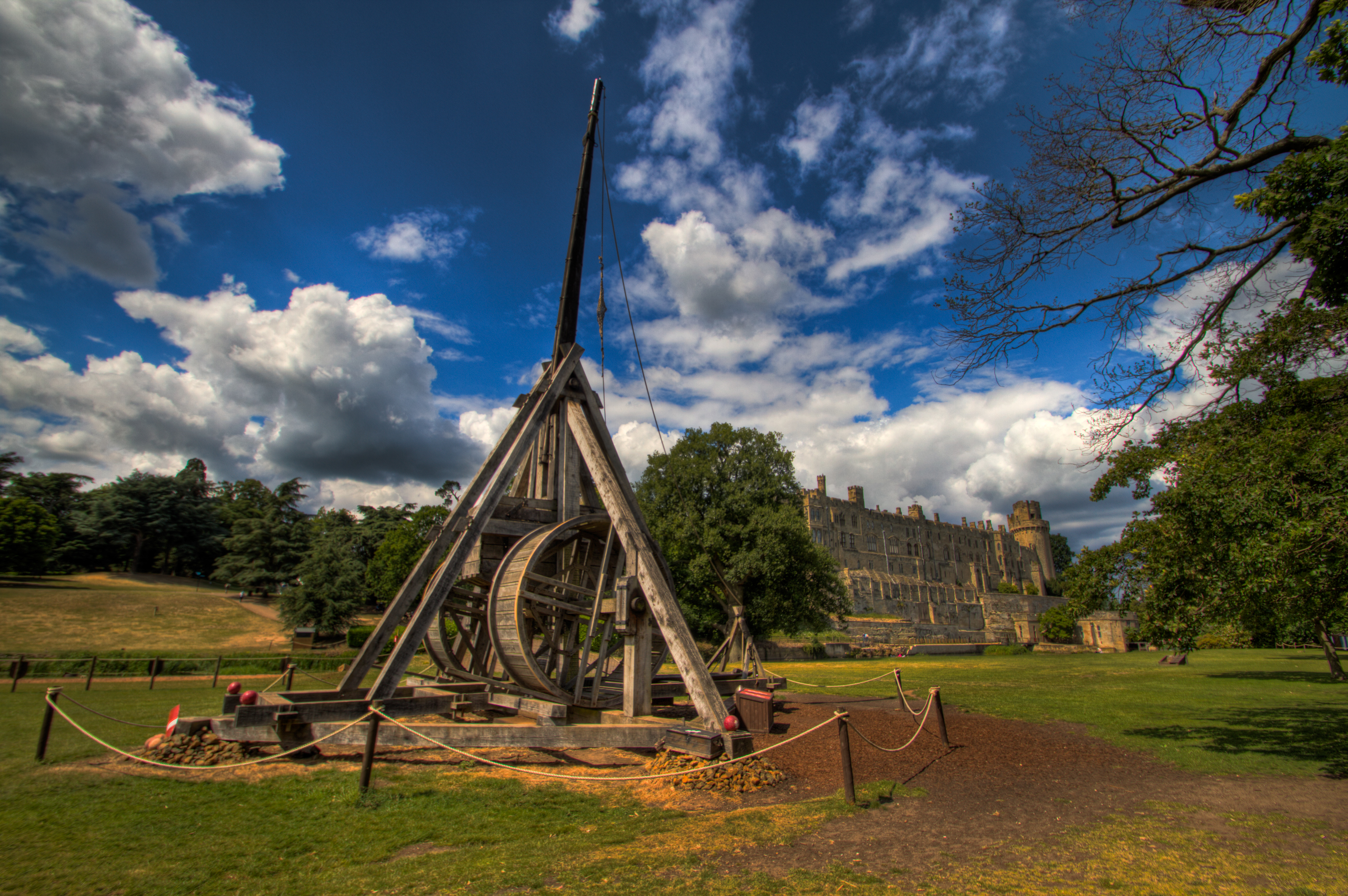
Trebuchet nabij Warwick Castle.

Trekslingerarmkatapulten werden in de late middeleeuwen opgevolgd door de trebuchet, ook wel slingerblijde of hevelblijde genoemd. Mankracht is hierbij vervangen door zwaartekracht: een contragewicht van een enkele tot wel 20 ton levert de benodigde energie. De trebuchet is een zeer krachtig en zeer precies aanvalswerktuig. Trekslingerarmkatapulten zijn nauwelijks in staat de muren van verdedigingswerken te beschadigen, maar de trebuchet kan dat wel. Stenen van 10 tot wel 300 kilogram kunnen over een afstand van 200 tot 400 meter weggeworpen worden. Afhankelijk van het formaat van de machine en het aantal soldaten dat de trebuchet bedient is de capaciteit zo'n 2 kogels per uur. Dit was zeer effectief.
De lange slingerarm van de trebuchet had aan de ene zijde een grote bak waarin stenen als contragewicht konden worden gestopt. Aan de andere zijde hing een slinger, waarin zware rotsblokken (van meer dan 100 kilogram) werden gestopt om muren van de vesting te slopen. Het spannen van de slinger van de trebuchet duurt vrij lang, zo'n half uur. Dit aanspannen gaat met katrollen, die door middel van spierkracht worden vastgezet en aangetrokken. Dit gebeurt vaak door twee grote houten draaiwielen, waarin een groep mensen loopt (tredmolen), zodat de slingerarm langzaam naar beneden wordt getakeld.

### Couillard

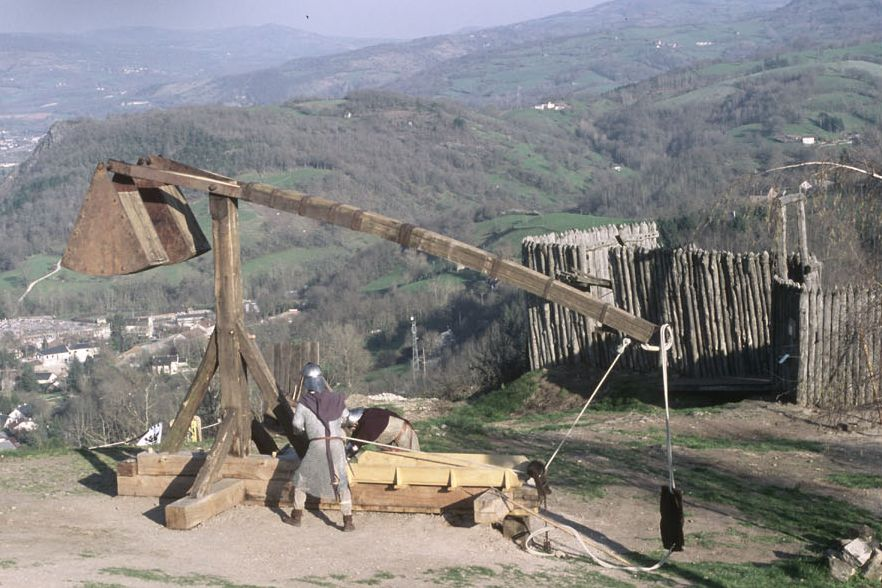
Couillard

De couillard is een wapen dat lijkt op de trebuchet, met het verschil dat het wapen een dubbel contragewicht heeft. De couillard is echter veel compacter en de contragewichten zijn een stuk lichter, 1 à 3 ton. Hierdoor is de couillard minder krachtig dan de trebuchet. Met deze katapult kunnen tien keer per uur kogels worden weggeslingerd van 35 tot 150 kg over een maximale afstand van 180 meter. Hiervoor zijn vier tot acht trekkrachten nodig.

### Pijlentrebuchet
De pijlentrebuchet is een slingerarmkatapult bedoeld om pijlen of speren mee af te schieten. Zij werd rond 1230 ontworpen door de Franse ingenieur Villard de Honnecourt. Hoewel werkende replica's zijn gebouwd is het onzeker of de trebuchet in de Honnecourts schetsboek werkelijk bedoeld was om pijlen mee af te schieten.